# 波叶青牛胆
波叶青牛胆（学名：Tinospora crispaCPNI），俗稱苦藤，为防己科青牛胆属下的一个种。

## 分佈
本物種分佈於下列各地：
- 原生於中國大陸[3]云南西双版纳一带，但也在广东和广西有栽培[2]。
- 印度[2]東部西孟加拉邦、阿鲁纳恰尔邦和阿萨姆邦[3]，還有斯里蘭卡[3]；
- 中南半岛[2]一帶的緬甸实皆、泰國、老撾、越南、柬埔寨、馬來半島及新加坡[3]；
- 马来群岛[2]、爪哇島、松巴哇島、菲律賓的呂宋島、棉蘭老島、Culion, Basilan, Mindanao、聖誕島
- Lesser Antilles (introduced) (Montserrat (introduced))。

常生于疏林中或灌丛中，野生或栽培。

## 藥用
茎含有一种名為picroretine的生物碱。民间谓茎藤有清热解毒的功效。

## 外部連結
- 維基物種上的相關：波叶青牛胆